# Bellefonds
Bellefonds település Franciaországban, Vienne megyében. Lakosainak száma 250 fő (2022. január 1.). Bellefonds Archigny, Bonnes, Bonneuil-Matours és La Chapelle-Moulière községekkel határos.

## Népesség
A település népességének változása:
| Lakosok száma | 248  | 252  | 257  | 254  | 255  | 253  | 252  | 253  | 250  |
|               | 2013 | 2015 | 2016 | 2017 | 2018 | 2019 | 2020 | 2021 | 2022 |